# Кубер
Хан Ку̀бер е прабългарски владетел в Панония и Македония. Смята се, че е син на хан Кубрат, брат на хан Аспарух и член на рода Дуло. Отделни български изследователи приемат, че е възможно Кубер да е братов син на Кубрат, когото впоследствие Кубрат е осиновил. Създател е на Куберова България в Македония.

## Биография
След разпадането на Кубратовата Стара Велика България, намираща се на територията на днешна Украйна, Кубер с част от прабългарите се заселва в бившата римска провинция Панония, Македония и около Срем. Той признава властта на Аварския каганат, ставайки негов васал. Тук се смесва с поданиците на Аварския каган, сред които има доста византийски пленници и славяни.
Куберовите прабългари се опитват чрез въстание да извършат преврат и да завземат централната власт. След неуспешния бунт срещу аварската власт те заедно с пленените от аварите ромеи се насочват на юг, към земите на Византия, като по време на бягството си нанасят шест последователни поражения на преследващите ги авари. Кубер сключва мирно споразумение с Византия и се заселва в Керамисийското поле (Прилепско поле), намиращо се в днешната Северна Македония. През 680 г. той прави опит за превземане на Солун и завземане на византийските земи около него. За това свидетелства и печатът на Мавър – оловен печат, посветен на „архонта и патриций на керамисиани и българи“. След неуспешния опит за основаване на държава с център Солун, според проф. Васил Златарски около 687 г. някои от тях се преселват в земите по поречието на Струма, на изток от Струма, както и в Родопите. За споменатите в Мадарските надписи към 705 г.„чичовци“ на хан Тервел „от долната земя“ се приема, че са хан Кубер и неговите прабългари. След това писмените източници не споменават Кубер.
 Археологическите проучвания на територията на днешна Северна Македония показват наличието на прабългарско присъствие. През 808 г. при управлението на хан Крум, който според някои се приема за потомък именно на Куберовия клон на рода Дуло, българските войски достигат Сяр. Cлед похода на хан Пресиян в 836 г., когато българите завладяват и беломорския град Кавала, Куберовите български земи са напълно интегрирани в България. През 930 г. наследниците на Кубер се присъединяват към съзаклятието на Михаил, най-възрастният син на Симеон Велики срещу брат му Петър, но Михаил умира и голяма част от тях е принудена да напусне държавните граници, и се мести при град Никопол, недалеч от Арта в днешната област Превеза в Южен Епир на Синьо море.
Съкровището от с. Врап и Ерзеке в днешна Албания е прабългарско и се свързва с Кубер. Находките и предметите в него приличат на другите прабългарски съкровища от Дунавска България и Стара Велика България, вкл. и тези, свързани с Кубрат и Аспарух, съответно в украинските села Мала Перешчепина и Вознесенка, с Надсентмиклошковото златно съкровище, с Преславското съкровище и находки от района на Плиска-Мадара-Шумен, с Добруджа и т.н.

## Памет
На хан Кубер е наречена улица в квартал „Димитър Миленков“ в София (Карта).
Връх Кубер в Тангра планина, Антарктика е именуван на владетеля.